# Libertad y Democracia Directa
Libertad y Democracia Directa (en checo: Svoboda a přímá demokracie, SPD) es un partido político euroescéptico, anti-inmigración y pro-democracia directa de la República Checa fundado en 2015 y liderado por Tomio Okamura. Está situado en el marco ideológico de la extrema derecha europea del grupo Identidad y Democracia.

## Historia
El partido fue fundado en mayo de 2015 por Tomio Okamura y Radim Fiala después de que varios diputados abandonaran el grupo parlamentario de Amanecer de Democracia Directa, ahora Amanecer-Coalición Nacional. El partido tenía 8 escaños en la Cámara de Diputados. Dado que el partido no existía antes de las elecciones legislativas de 2013, hasta 2017 los miembros del parlamento de este partido eran considerados oficialmente como "independientes". En las elecciones legislativas de 2017 el SPD logró 22 escaños.

## Ideología
Durante la campaña en las elecciones generales de 2017, tuvo como principales propuestas expulsar a los musulmanes del país y celebrar un referéndum de salida de la Unión Europea. "Queremos detener cualquier islamización de República Checa. Presionamos por la tolerancia cero a la migración", aseguró Okamura tras conocer los resultados de los comicios en 2017.

## Relaciones internacionales
Libertad y Democracia Directa lleva el nombre del extinto grupo político euroescéptico de la eurocámara Grupo Europa de la Libertad y la Democracia Directa.
El partido tiene conexión con el Agrupación Nacional de Marine Le Pen y con Alternativa para Alemania, ambos miembros de Identidad y Democracia. Marine Le Pen expresó su apoyo al partido con motivo de las elecciones legislativas de 2017.

## Resultados electorales

### Cámara de Diputados
| Año  | Voto    | Voto % | Escaños | Puesto |
| ---- | ------- | ------ | ------- | ------ |
| 2017 | 538,574 | 10.64  | 22/200  | 4.º    |
| 2021 | 513,900 | 9.56   | 20/200  | 4.º    |

### Elecciones regionales
| Año  | Votos   | Voto % | Escaños | +/- | Puesto | Nota                                                          |
| ---- | ------- | ------ | ------- | --- | ------ | ------------------------------------------------------------- |
| 2016 | 153,099 | 5.7    | 18/675  |     | 6.º    | Participando en coalición con Partido de los Derechos Civiles |

### Elecciones europeas
| Año  | Votos   | %    | Escaños | Puesto |
| ---- | ------- | ---- | ------- | ------ |
| 2019 | 216,718 | 9.14 | 2/21    | 5.º    |